# Rhabdotosperma
Rhabdotosperma, biljni rod iz porodice Scrophulariaceae (strupnikovke), dio je tribusa Scrophularieae, potporodica Scrophularioideae. Prema KEW–u, sinonim je za rod Verbascum.
Sastoji se od 6 vrsta zeljastog bilja, polugrmova i grmova. Godine 2022. opisana je nova vrsta iz jugozapadne Saudijske Arabije. Vrsta je 75 godina bila brkana s R. bottae i Verbascum melhanense. Nova vrsta ilustrirana je informacijama o identifikaciji, distribuciji, ispitanim primjercima, staništu, statusu očuvanosti, fenologiji, etimologiji i taksonomskim bilješkama.

## Vrste
1. Rhabdotosperma bottae (Deflers) Hartl; jemenski endem
2. Rhabdotosperma brevipedicellata (Engl.) Hartl; tipična vrsta, kao Rhabdotosperma brevipedicellatum (Engl.) Hartl
3. Rhabdotosperma densifolia (Hook.f.) Hartl
4. Rhabdotosperma ledermannii (Murb.) Hartl; kamerunski endem
5. Rhabdotosperma saudiarabicum A.Alzahrani; endem iz Saudijske Arabije. otkrivena 2022.
6. Rhabdotosperma scrophulariifolia (Hochst. ex A.Rich.) Hartl